# Соловйов Володимир Романович
Володимир Романович Соловйов (рос. Владимир Романович Соловьёв; 1909—1968) — радянський актор театру і кіно. Народний артист РРФСР (1965). Лауреат Сталінської премії третього ступеня (1950). Член ВКП (б) з 1930 року.

## Вибрана фільмографія
- 1938 — «Перемога»
- 1938 — «Честь»
- 1939 — «Ленін в 1918 році»
- 1941 — «Мрія»
- 1946 — «Клятва»
- 1948 — «Мічурін»
- 1949 — «Костянтин Заслонов»
- 1953 — «Великий воїн Албанії Скандербег»
- 1956 — «Перші радощі»
- 1957 — «Ленінградська симфонія»
- 1960 — «Нормандія-Німан»
- 1961 — «Академік з Асканії»
- 1964 — «Товариш Арсеній»